# Памятник независимости (Харьков)

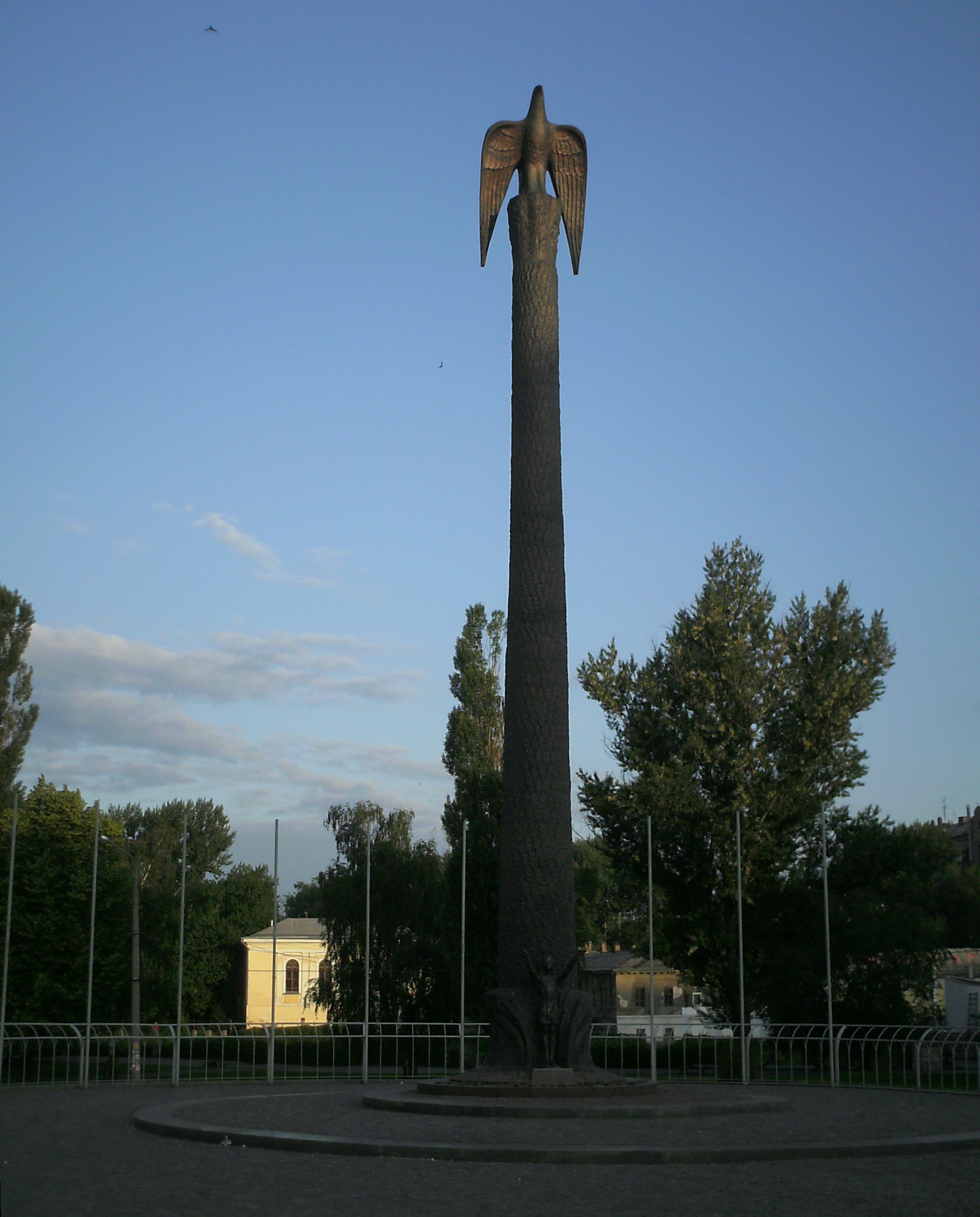
Памятник независимости Украины (2001—2011)

Памятник независимости «Летящая Украина» — памятник, установленный в Харькове на площади Конституции в честь провозглашения независимости Украины 24 августа 1991 года. Был торжественно открыт 22 августа 2012 года накануне 21-й годовщины независимости государства и Дня города (в Харькове отмечается 23 августа).

## История
Конкурс на лучший эскизный проект памятника независимости на площади Конституции объявили 27 апреля 2011. Через два месяца победителем конкурса жюри признало макет «Летящая Украина» — работу харьковских скульпторов Александра Ридного и Анны Ивановой. Всего в конкурсе приняли участие 10 проектов девяти команд скульпторов, в том числе проекты двух скульпторов из России и США. Это уже второй памятник, посвящённый провозглашению независимости Украины в Харькове. Первый монумент Независимости был установлен в 2001 году на площади Розы Люксембург и планировался как временный, был демонтирован в 2012 году.
Установка нового монумента была составляющей плана по реконструкции площади Конституции. Его установили на месте монумента в честь провозглашения Советской власти на Украине, который был демонтирован в сентябре 2011 года. Церемония открытия памятника независимости состоялась 22 августа 2012 года. Памятник открывал Президент Украины Виктор Янукович. На открытии играл симфонический оркестр Харьковской филармонии.

## Описание
Монумент является постаментом строгой геометрической формы с облицовкой из гранитных плит серого цвета, на котором установлена бронзовая фигура древнегреческой богини победы Ники на шаре. Фигура богини и шар выполнены из бронзы. Высота фигуры — около 6 м, шара — около 2,5 м, постамента — 8 м. Общая высота монумента составляет 16,5 м.  